# Batalla del Desfiladero de Uxian
La Batalla del Desfiladero de Uxian fue una confrontación armada entre el ejército griego liderado por Alejandro Magno y un ejército compuesto por miembros de la tribu Uxian del imperio aqueménida liderado por Madates; esta batalla se dio poco después de la más famosa batalla de Gaugamela que sucedió ese mismo año. La batalla tuvo lugar en las montañas de la cordillera ubicada entre las ciudades persas de Susa (la capital oficial del imperio aqueménida) y Persépolis (la capital ceremonial del imperio aqueménida).
La batalla terminó en una victoria macedonia y le permitió a Alejandro avanzar a Persépolis, aunque antes de poder capturar esa ciudad encontraría más resistencia por parte de los persas en la batalla de la Puerta Persa.

## Antecedentes
Alejandro había derrotado decisivamente al rey de Imperio Persia Darío III en la batalla de Gaugamela que se dio al este del río Tigris y que resultó en la destrucción del último ejército que reclutaría el imperio persa. 
Inmediatamente después de esta batalla la capital espiritual del imperio, Babilonia, se rindió y se sometió voluntariamente a Alejandro a pesar de que hubiera podido resistir un asedio indefinidamente.
Después de esto Alejandro decidió avanzar sobre Persépolis, pero para llegar a dicha ciudad necesitaba atravesar la parte sureña de la cordillera montañosa del Zagros que estaba controlada por la tribu local de los Uxian; ellos nunca fueron conquistados completamente por los persas quienes al final tuvieron que negociar con los uxianos, de forma que cada individuo que atravesaba los pasos de montaña de los Uxian debía pagar una tarifa, en un arreglo que duró casi dos siglos. Cuando los persas se retiraron y los griegos se convirtieron en los nuevos amos, los uxianos al principio decidieron someterse a los griegos, pero luego determinaron que los griegos debían ser tratados igual que los persas y, por lo tanto, debían pagar la misma tarifa que los persas tras lo cual enviaron una embajada a Alejandro explicándole este sistema y sus demandas; Alejandro aparentemente accedió a las demandas de los uxianos y les indicó que los vería en un lugar específico en una fecha específica.

## Batalla
El día acordado, los uxianos se plantaron en un desfiladero ubicado sobre el camino principal en el paso de montaña más grande y más usado de su territorio, pero Alejandro había preparado una trampa: ese día seleccionó a un grupo de 1000 hipaspistas (soldados de élite que servían de guardaespaldas reales) y 8000 soldados de infantería regular (9000 en total) y primero exploro la posición que habían ocupado los uxianos y determino cual sería su ruta más probable en caso de retirada, tras lo cual envió a su general Crátero con un pequeño contingente a esconderse a los lados de este camino para emboscar a los uxianos cuando huyeran; tras esto, Alejandro dividió a sus 9000 hombres en dos grupos, el pequeño contingente liderado por Crátero ya mencionado, y los demás liderados por Alejandro que avanzaron durante la noche por un camino secundario ubicado al norte del camino principal, un camino que era poco conocido pero que los habitantes de Susa le mostraron a Alejandro; por este camino Alejandro y su contingente llegó a la aldea donde vivían los uxianos y la saquearon además de masacrar a todos los habitantes que encontraron, la mayoría de los cuales estaban dormidos.
Tras esto, Alejandro y su contingente llegaron al desfiladero ocupado por los uxianos tras una marcha forzada nocturna y los atacaron por la retaguardia y los destruyeron casi totalmente, unos cuantos lograron huir por la ruta de retirada que Alejandro había predecido anteriormente y ahí fueron emboscados por Crátero que, como ya se mencionó anteriormente, estaba a la orilla de dicho camino a la espera.
Los pocos sobrevivientes uxianos se rindieron y fueron capturados por los griegos.

## Consecuencias
Los uxianos llegaron a un acuerdo con Alejandro mediante el cual los griegos no solo no pagarían tributo a los uxianos sino que estas últimos deberían pagar tributo a los griegos; este tributo consistiría de 100 caballos, 500 reses y 30.000 ovejas al año (las ovejas eran el principal activo producido por los uxianos).
Madates fue capturado durante la batalla pero fue finalmente perdonado y liberado junto al resto de los prisioneros uxianos tras la intercesión de Sisigambis (la madre del emperador aqueménida Darío III, quien había sido capturada por Alejandro Magno tras la batalla de Issos) ya que Madates estaba casado con la sobrina de Sisigambis y la misma Sisigambis pertenecía a la tribu de los uxianos.